# Téra
Téra ist eine Stadtgemeinde und der Hauptort des gleichnamigen Departements Téra in Niger.

## Geographie

### Lage und Gliederung

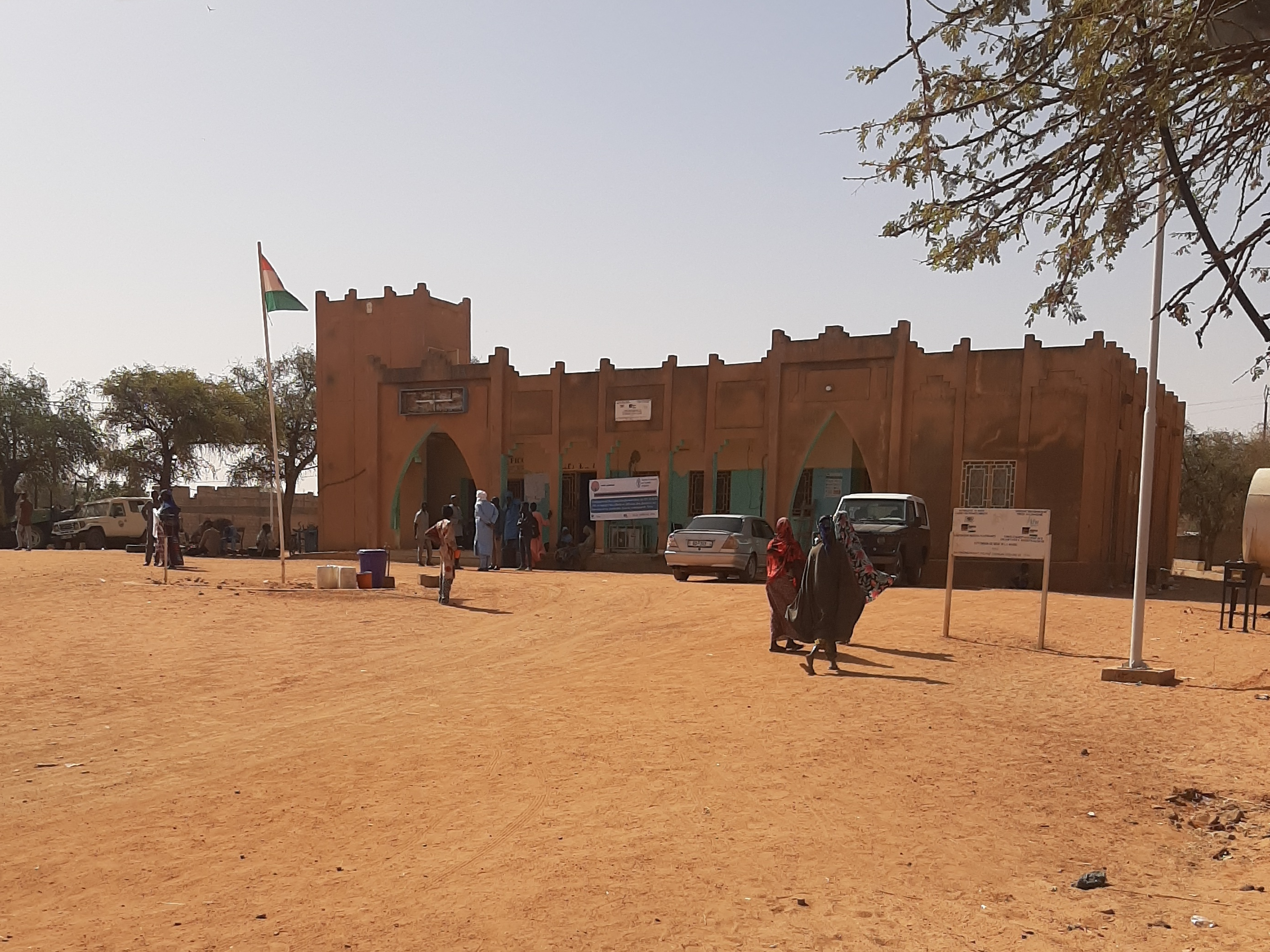
Rathaus von Téra (2024)

Téra ist die Hauptstadt des gleichnamigen Departements Téra, das zur Region Tillabéri gehört. Die Stadtgemeinde liegt am Dargol, einem Zubringer des Flusses Niger. Sie grenzt im Westen an den Nachbarstaat Burkina Faso. Die Nachbargemeinden in Niger sind Bankilaré im Norden, Dargol und Kokorou im Osten sowie Diagourou im Süden. Die nördliche Hälfte der Gemeinde Téra wird zum Sahel gerechnet, während die südliche Hälfte Teil der Übergangszone zwischen Sahel und Sudan ist.
Die Gemeinde besteht aus einem urbanen und einem ländlichen Gemeindegebiet. Das urbane Gemeindegebiet ist in 28 Stadtviertel und 5 Weiler gegliedert:
- Die Stadtviertel heißen Badjirga, Barabangou, Bégorou, Camp de Garde, Carré, Carré Est, Carré Sud, Château, CSI IEB Alentour, Douane, Farko, Fonéko, Foutan Koira, Gouritchirey, Guénobon, Kokani, Kokoye, Koria, Koyitcholli, Lourgou Bango, Lourgou Birgui Koira, Lourgou Miokoira, Résidence, Sirfi Koira, Taka, Tatchindé, Zango und Zongo.
- Die urbanen Weiler sind Bam Koira, Boulombanzan, Bourey Koirey, Djoridjo und Sassa.

Bei den Siedlungen im ländlichen Gemeindegebiet handelt es sich um 29 Dörfer, 51 Weiler und drei Lager.

### Klima
In Téra herrscht trockenes Wüstenklima vor. Die Temperatur liegt von November bis Februar zwischen 18 °C und 30 °C und von März bis April zwischen 36 °C und 44 °C. Die jährliche Niederschlagsmenge variiert von 250 mm bis 400 mm. Die klimatologische Messstation im Stadtzentrum liegt auf 300 m Höhe und wurde 1938 in Betrieb genommen.
|                        | Jan  | Feb  | Mär  | Apr  | Mai  | Jun  | Jul  | Aug  | Sep  | Okt  | Nov  | Dez  |   |      |
| Mittl. Temperatur (°C) | 23,2 | 26,1 | 29,9 | 33,5 | 34,6 | 33,0 | 30,1 | 28,1 | 29,9 | 31,2 | 28,1 | 24,3 | ⌀ | 29,3 |
| Mittl. Tagesmax. (°C)  | 31,1 | 34,3 | 38,3 | 40,8 | 40,8 | 38,7 | 35,3 | 32,7 | 35,3 | 37,8 | 36,2 | 32,3 | ⌀ | 36,1 |
| Mittl. Tagesmin. (°C)  | 16,2 | 18,6 | 21,6 | 25,7 | 28,3 | 27,6 | 25,6 | 24,2 | 25,0 | 24,8 | 20,4 | 17,2 | ⌀ | 22,9 |
|                        |      |      |      |      |      |      |      |      |      |      |      |      |   |      |
| Niederschlag (mm)      | 0    | 0    | 1    | 1    | 7    | 21   | 65   | 119  | 47   | 6    | 0    | 0    | Σ | 267  |
|                        |      |      |      |      |      |      |      |      |      |      |      |      |   |      |
| Sonnenstunden (h/d)    | 10,3 | 10,5 | 10,8 | 11,2 | 11,5 | 11,5 | 10,7 | 9,5  | 10,4 | 10,6 | 10,3 | 10,2 | ⌀ | 10,6 |
|                        |      |      |      |      |      |      |      |      |      |      |      |      |   |      |
| Regentage (d)          | 0    | 0    | 0    | 0    | 1    | 4    | 8    | 11   | 6    | 1    | 0    | 0    | Σ | 31   |
|                        |      |      |      |      |      |      |      |      |      |      |      |      |   |      |
| Luftfeuchtigkeit (%)   | 15   | 12   | 10   | 16   | 29   | 42   | 57   | 69   | 58   | 33   | 18   | 17   | ⌀ | 31,5 |

| 16,2 |

| 18,6 |

| 21,6 |

| 25,7 |

| 28,3 |

| 27,6 |

| 25,6 |

| 24,2 |

| 25,0 |

| 24,8 |

| 20,4 |

| 17,2 |

| 16,2 |

| 18,6 |

| 21,6 |

| 25,7 |

| 28,3 |

| 27,6 |

| 25,6 |

| 24,2 |

| 25,0 |

| 24,8 |

| 20,4 |

| 17,2 |

| N i e d e r s c h l a g | 0   | 0   | 1   | 1   | 7   | 21  | 65  | 119 | 47  | 6   | 0   | 0   |
|                         | Jan | Feb | Mär | Apr | Mai | Jun | Jul | Aug | Sep | Okt | Nov | Dez |

### Natur

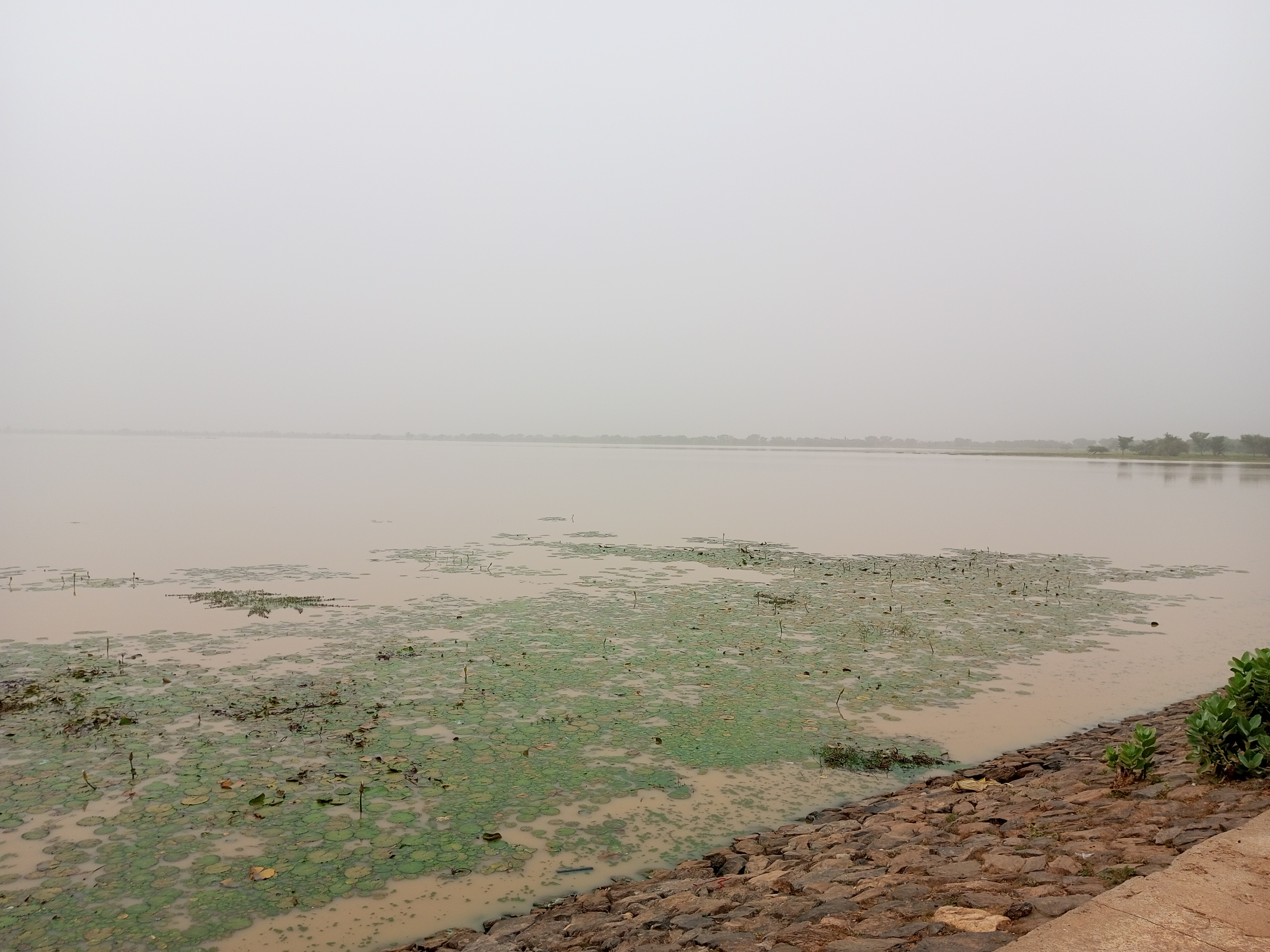
Stausee der Téra-Talsperre (2022)

Der Fluss Dargol wird im Nordwesten des Stadtzentrums mit der Téra-Talsperre zu einem See aufgestaut, der während und nach Regenfällen als Wasserreservoir dient und von Fischern mit Pirogen befahren wird. Etwa 30 Kilometer nordwestlich des Stadtzentrums liegt die Mare d’Ossolo, ein auf der Tentativliste zum UNESCO-Welterbe stehender See. Im Osten, rund um das Dorf Fonéko Tédjo, hat die Gemeinde Téra Anteil am Feuchtgebiet Kokorou-Namga-Komplex, das nach der Ramsar-Konvention unter Schutz steht. Die Forêt classée de Téra ist ein 44.000 Hektar großer, 1954 unter Naturschutz gestellter Wald im Gemeindegebiet.

## Geschichte
Der Ortsname Téra kommt aus der Sprache Gourmanchéma und bedeutet „Frosch“.
Nach dem Untergang des Songhaireichs 1591 gehörte das Gebiet des späteren Téra zu jenen Orten im heutigen Niger, an denen sich Songhai-Flüchtlinge unter einem Nachkommen der ehemaligen Herrscherdynastie Askiya niederließen. Abaza, Sohn des Alazi, gründete hier den unabhängigen Staat Tougana. Unter Abazas Sohn Marounfa wurde Tougana von Gorouol besiegt. Marounfas Neffe Ama Kassa gründete schließlich Téra, wo sich heute das Stadtviertel Bégorou befindet. Die Regierungszeiten von Ama Kassas Nachfolgern Ali Ama, Tienda und Gabélinga waren von kriegerischen Auseinandersetzungen mit benachbarten Gruppen geprägt.
Um 1839 wurden Téra und Kokorou von Silanké angegriffen, einer Untergruppe der Fulbe, die aus Dori in Liptako kamen. Téra rief Tuareg vom linken Ufer des Niger zu Hilfe. Die mit weiteren Fulbe-Gruppen und Kurtey verbündeten Silanké wurden in zwei Schlachten geschlagen. Allerdings wurde Téra nun die Tuareg nicht wieder los, die für Unsicherheit im Gebiet um die Stadt sorgten. Bald kam es zu einem neuen Krieg: Téra verlor, noch im Bündnis mit den Tuareg und den Mossi von Diagourou, gegen Liptako, das rund 2000 Gefangene aus Téra fortführte. Die Tuareg und Mossi wendeten sich bald gegen Téra und vertrieben den Herrscher Gabélinga, nachdem sie dessen Neffen Sidi ermordet hatten. Gabélinga konnte 1878 noch ein letztes Mal die Macht in Téra wiedererlangen, wurde aber schon 1885 ermordet.

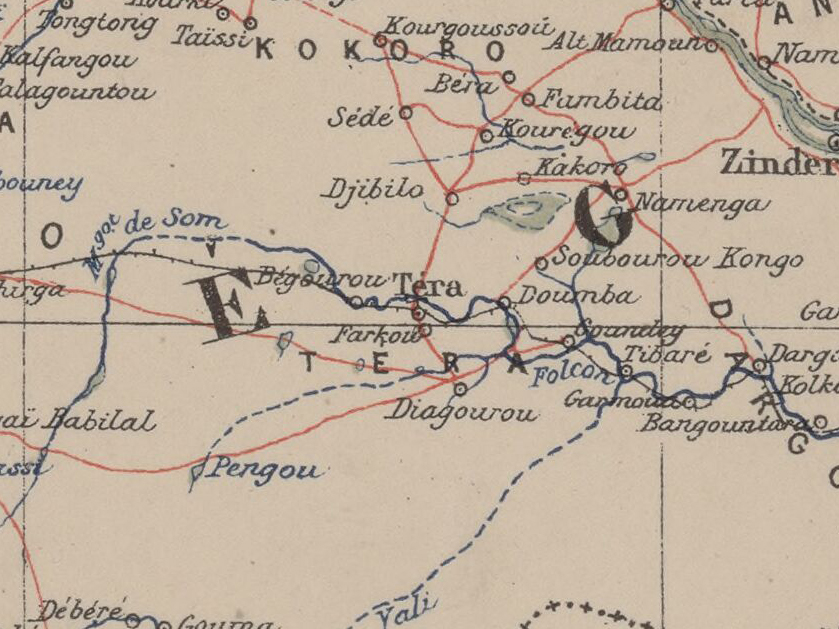
Ausschnitt einer Karte von 1903 mit Téra im Zentrum

Im Jahr 1899 gelangte Téra als Teil des neu geschaffenen Kreises Sinder (cercle de Sinder) unter französische Militärverwaltung. Der Ort wurde 1905 dem neuen Militärterritorium Niger angeschlossen. Die Franzosen richteten 1917 die erste Schule im Ort ein.
Die Rallye Dakar führte 1986 über Téra. Téra erhielt 1988 zugleich mit neun weiteren nigrischen Orten den Status einer eigenständigen Gemeinde. Bis dahin hatte es landesweit zwölf Gemeinden gegeben.

## Bevölkerung
Bei der Volkszählung 2012 hatte die Stadtgemeinde 71.648 Einwohner, die in 9072 Haushalten lebten. Bei der Volkszählung 2001 betrug die Einwohnerzahl 67.996 in 8365 Haushalten.
Das urbane Gemeindegebiet hatte bei der Volkszählung 2012 29.119 Einwohner in 4103 Haushalten, bei der Volkszählung 2001 19.508 in 2728 Haushalten und bei der Volkszählung 1988 12.297 in 1704 Haushalten. Bei der Volkszählung 1977 waren es 8761 Einwohner.
In ethnischer Hinsicht ist die Gemeinde ein Siedlungsgebiet von Songhai, Tuareg und Mossi.

## Politik und Justiz
Der Gemeinderat (conseil municipal) hat 19 gewählte Mitglieder. Mit den Kommunalwahlen 2020 sind die Sitze im Gemeinderat wie folgt verteilt: 6 PNDS-Tarayya, 5 AMEN-AMIN, 4 MNSD-Nassara, 2 ANDP-Zaman Lahiya, 1 MPR-Jamhuriya und 1 PJP-Génération Doubara.
Jeweils ein traditioneller Ortsvorsteher (chef traditionnel) steht an der Spitze von 27 Dörfern im ländlichen Gemeindegebiet.
Die Stadt ist der Sitz eines Tribunal d’Instance, eines der landesweit 30 Zivilgerichte, die unterhalb der zehn Zivilgerichte der ersten Instanz (Tribunal de Grande Instance) stehen. Die Haftanstalt Téra hat eine Aufnahmekapazität von 250 Insassen.

## Kultur und Sehenswürdigkeiten

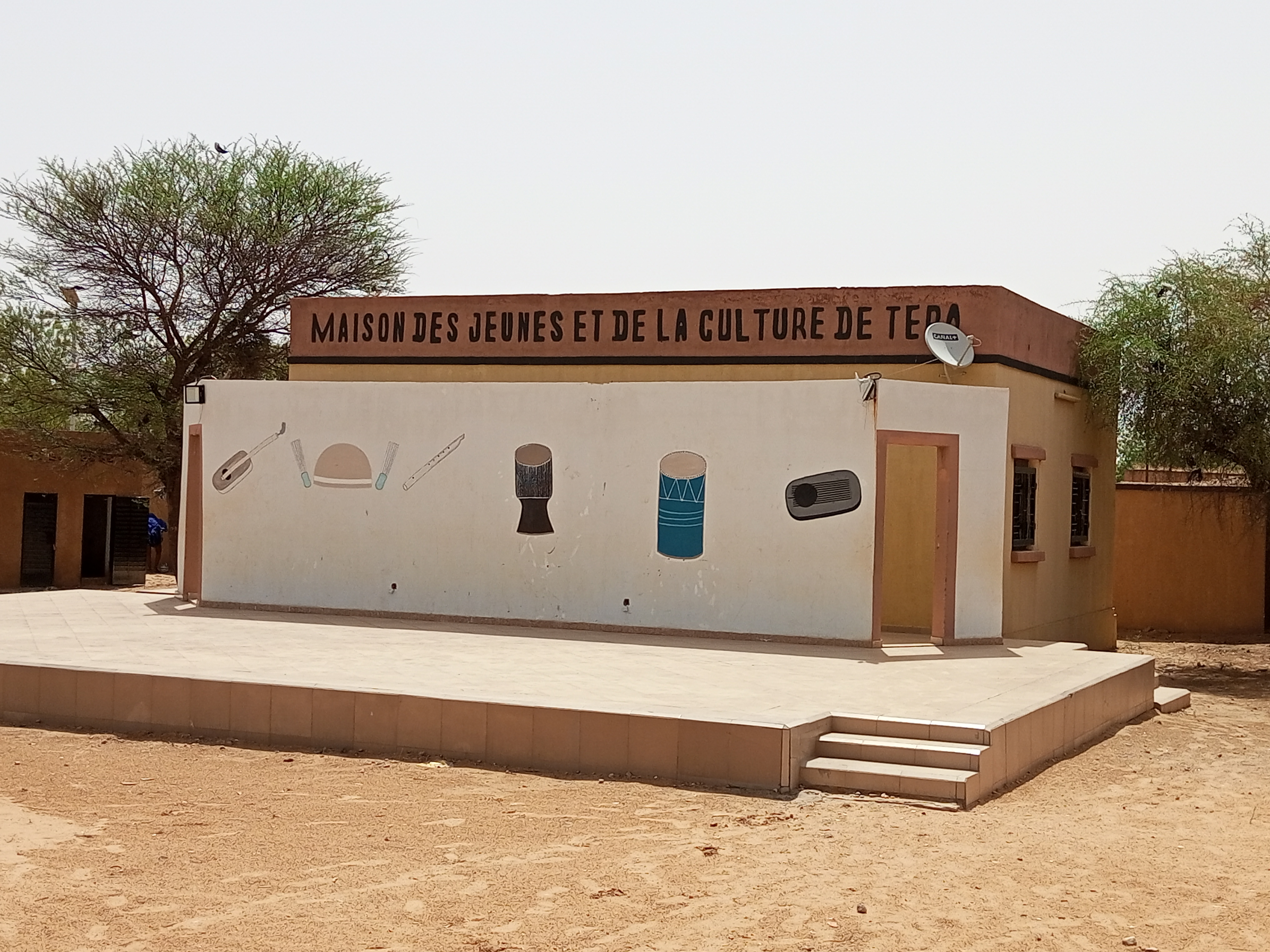
Maison des Jeunes et de la Culture de Téra (2023)

Die Maison des Jeunes et de la Culture de Téra ist ein Jugend- und Kulturzentrum in der Stadt.
Im Stadtviertel Sirfi Koira steht eine in traditioneller Lehmbauweise errichtete Hof-Moschee unbekannten Baujahrs. Sie befand sich 1986 in einem guten Zustand. Die geschätzte Gesamtfläche des Areals beläuft sich auf 140 Quadratmeter. Der im Westen der Anlage liegende Hof ist geringfügig aus der Gebäudeachse heraus nach Norden versetzt. Die Hofmauer ist ungegliedert, schmucklos und niedriger als das Betraumgebäude. Der Zugang befindet sich auf der Westseite. In der nordöstlichen Ecke liegt das Adhān-Podest. Das Betraumgebäude selbst ist als Queranlage konzipiert und weist einen quaderförmigen Mihrāb-Vorbau auf. Der Innenraum ist durch drei Transversalschiffe gegliedert. Die Pfeiler haben einen quadratischen Querschnitt. Vorbild dieser Moschee ist die wesentlich größere Freitagsmoschee am Ort.

## Wirtschaft und Infrastruktur
Donnerstag ist Markttag in Téra. Verkauft werden vor allem Töpfer- und Lederwaren sowie Holzmöbel. Das staatliche Versorgungszentrum für landwirtschaftliche Betriebsmittel und Materialien (CAIMA) unterhält Verkaufsstellen in der Gemeinde.
Im Stadtzentrum gibt es ein Distriktkrankenhaus und ein über ein eigenes Labor und eine Entbindungsstation verfügendes Gesundheitszentrum des Typs Centre de Santé Intégré (CSI). Weitere Gesundheitszentren dieses Typs, jedoch jeweils ohne eigenes Labor und Entbindungsstation, sind in den ländlichen Siedlungen Bégorou Tondo, Fonéko Tédjo, Taratakou und Tillim vorhanden.

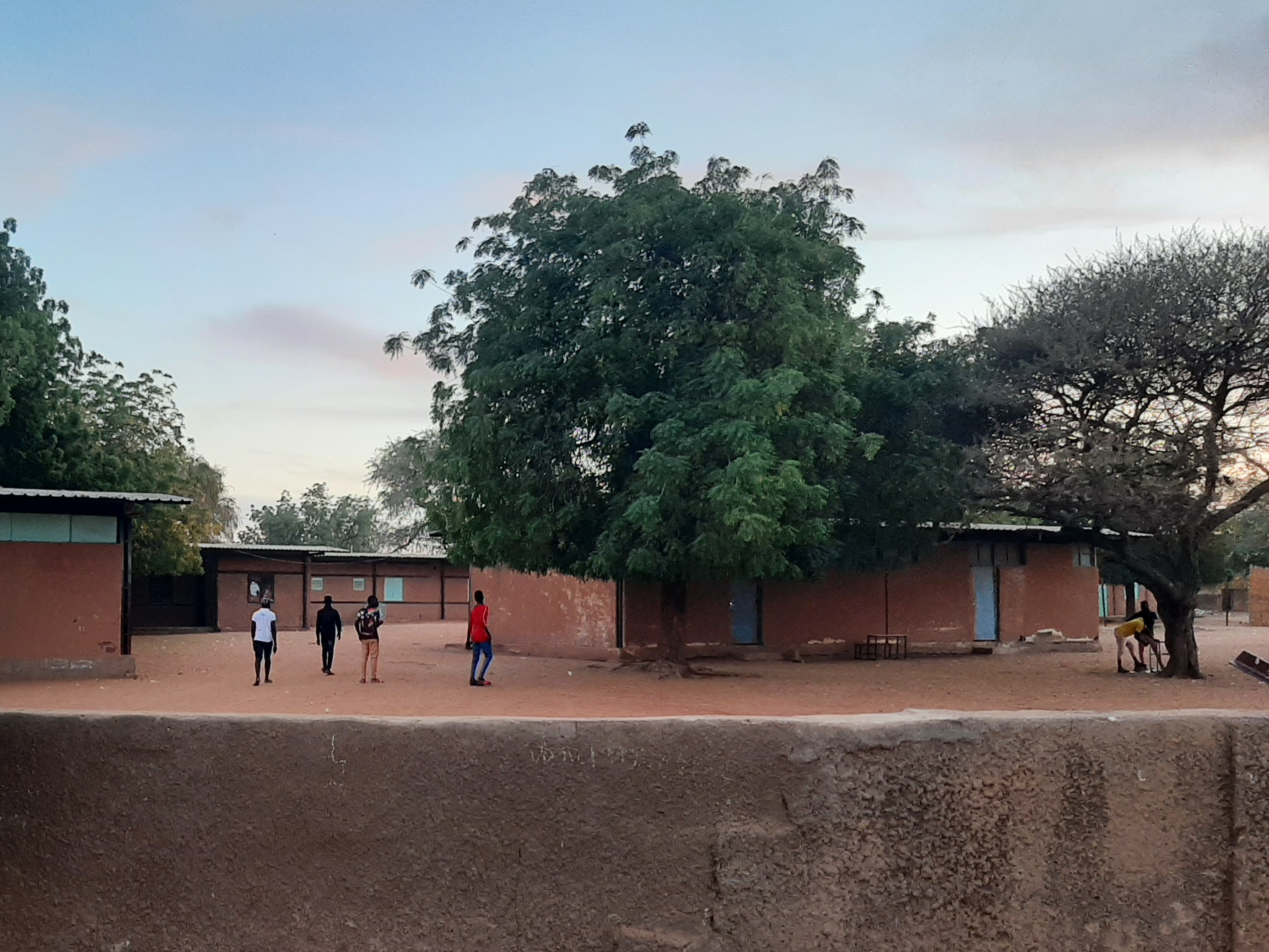
CES Téra (2024)

Allgemein bildende Schulen der Sekundarstufe sind der CEG Téra, der CEG FA Téra und der CES Téra. Das Kürzel CEG steht für Collège d’Enseignement Général und das Kürzel CES für Collège d’Enseignement Secondaire. Als CEG FA wird ein Collège d’Enseignement Général des Typs Franco-Arabe bezeichnet, das einen Schwerpunkt auf die arabische zusätzlich zur französischen Sprache aufweist. Der Collège d’Enseignement Technique de Téra (CET Téra) ist eine technische Fachschule. Das Berufsausbildungszentrum Centre de Formation aux Métiers de Téra (CFM Téra) bietet Lehrgänge in familiärer Wirtschaft und Metallbau an. An der berufsbildenden Mittelschule Lycée Professionnel Agricole de Téra bestehen je ein Zweig zu Ackerbau und Viehzucht.
Die Stadt liegt an der nach Namaro führenden Nationalstraße 4 und an der nach Yatakala führenden Nationalstraße 5. In Téra befindet sich ein ziviler Flughafen mit unbefestigter Start- und Landebahn, der Flughafen Téra (ICAO-Code: DRRE).

## Partnerstadt
- Bonneville in Frankreich (seit 2001)[31]

## Persönlichkeiten
- Fatou Djibo (1927–2016), Frauenrechtlerin
- Boubou Hama (1906–1982), Politiker und Intellektueller
- Youssoufa Maïga (* 1943), General, Politiker und Diplomat
- Yacouba Moumouni (* 1966), Sänger und Flötist
- Djibo Yacouba (1923–1968), Politiker und Diplomat